# Rautujärvi (Karesuando socken, Lappland, 756333-178048)
Rautujärvi är en sjö i Kiruna kommun i Lappland och ingår i Torneälvens huvudavrinningsområde. Sjön har en area på 0,174 kvadratkilometer och ligger 478,3 meter över havet. Rautujärvi ligger i Pessinki fjällurskog Natura 2000-område.

## Delavrinningsområde
Rautujärvi ingår i det delavrinningsområde (756511-177735) som SMHI kallar för Inloppet i Viikusjärvi. Medelhöjden är 448 meter över havet och ytan är 52,2 kvadratkilometer. Det finns inga avrinningsområden uppströms utan avrinningsområdet är högsta punkten. Majavajoki som avvattnar avrinningsområdet har biflödesordning 4, vilket innebär att vattnet flödar genom totalt 4 vattendrag innan det når havet efter 353 kilometer. Avrinningsområdet består mestadels av skog (80 procent) och sankmarker (17 procent). Avrinningsområdet har 1 kvadratkilometer vattenytor vilket ger det en sjöprocent på 1,9 procent.